# Champignon coprophile

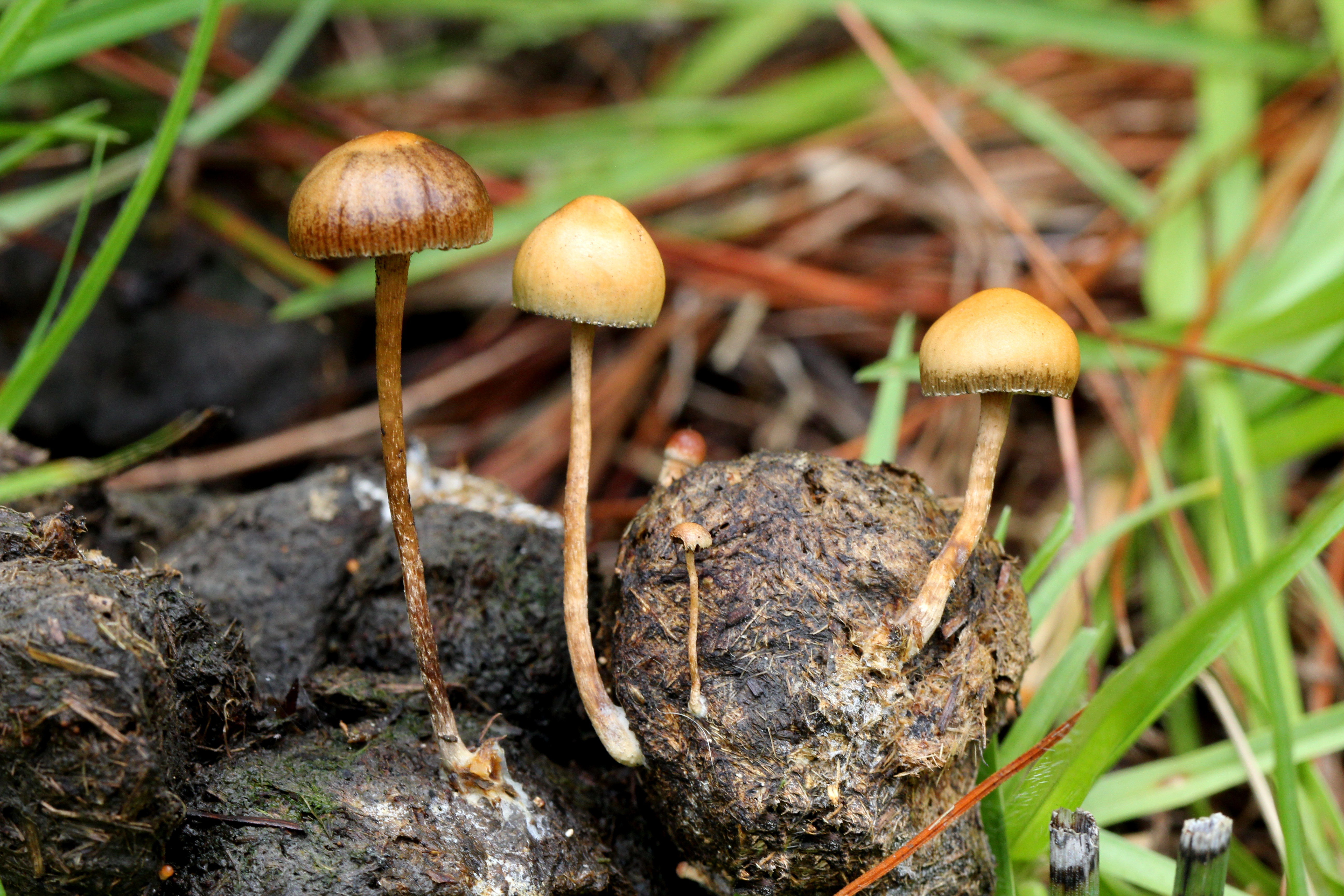
Deconica coprophila se développant sur un excrément.

Un champignon coprophile est un champignon (supérieur ou inférieur) saprophyte qui se nourrit exclusivement ou préférentiellement d'excréments animaux (coprophagie). L'origine étymologique de l'adjectif coprophile est kopros, le mot grec désignant l'excrément et phil qui signifie "qui aime".
Ces champignons produisent des spores épaisses et très résistantes. Ces dernières sont involontairement ingérées par les animaux herbivores lorsqu'ils consomment des végétaux ou par les animaux carnivores qui mangent des herbivores.
Après avoir transités par le tractus digestif de l'animal, éventuellement d'un humain, ces spores sont expulsées avec les excréments. Si les conditions de température et d'humidité,,, le permettent, ils pourront alors rapidement se développer avant de libérer leurs spores dans la zone environnante, ce qui permettra au cycle biologique de se poursuivre.
Ces champignons sont largement distribués dans le monde, mais plus ou moins présents et variés selon le taux et la variété de mammifères (herbivores, omnivores et carnivores) présents dans les régions considérées, leur climat, type de végétation et selon le gradient de latitude environnemental.
La plupart des champignons coprophiles sont de petite taille, et ne sont pas comestibles. Ils peuvent bioaccumuler les métaux lourds, et quelques espèces sont endophytes, toxiques, cytotoxiques et/ou hallucinogènes (ex : Psilocybe cubensis et Panaeolus papilionaceus ; les champignons hallucinogènes sont souvent coprophiles). Certaines espèces peuvent aussi être des mycoparasites facultatifs ou nécrotrophes

## Services écosystémiques

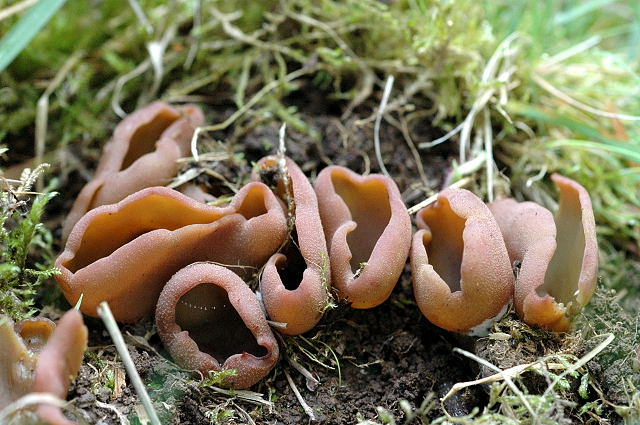
Peziza sp

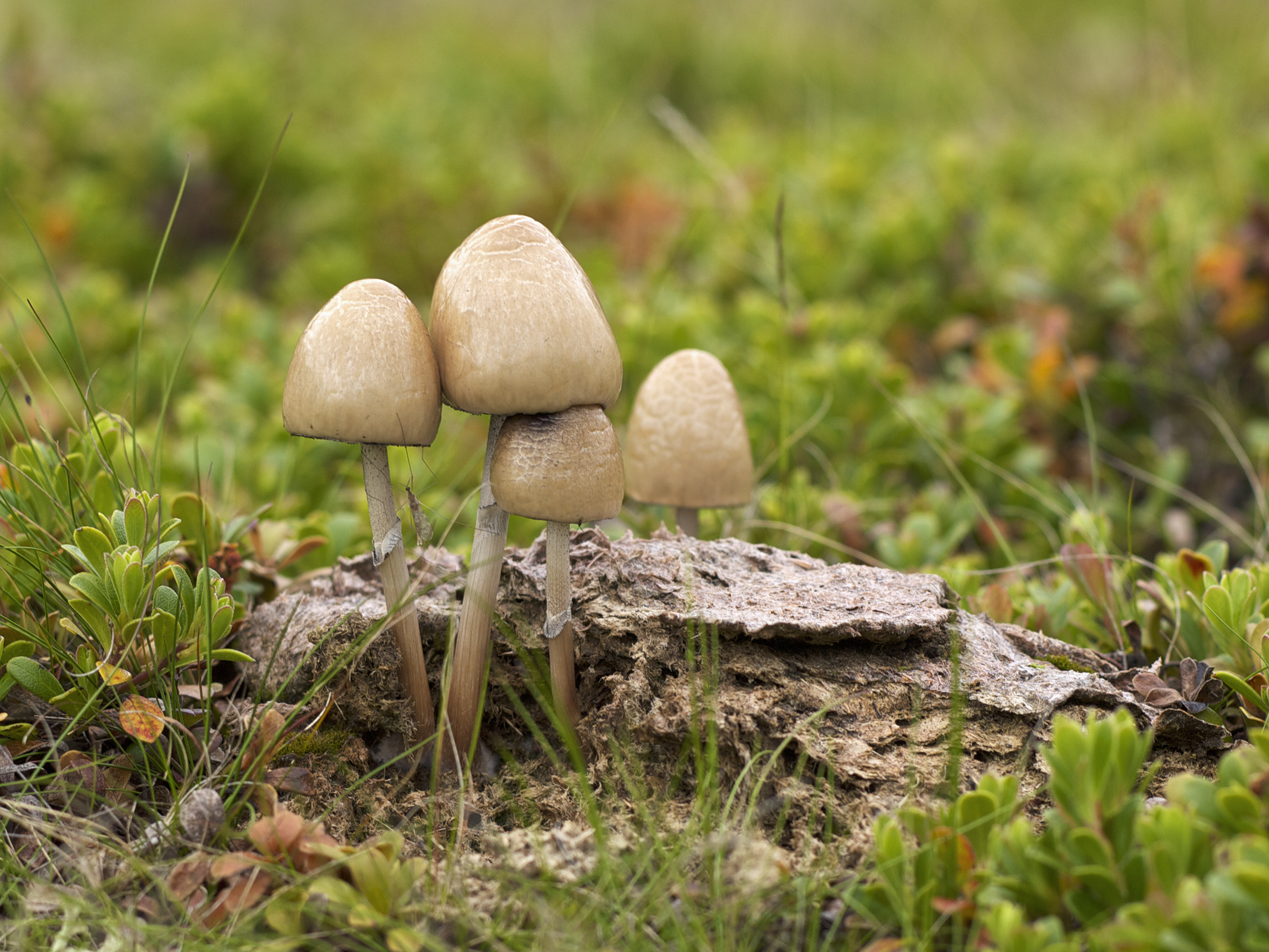
Panaeolus semiovatus var. semiovatus en croissance sur un excrément animal

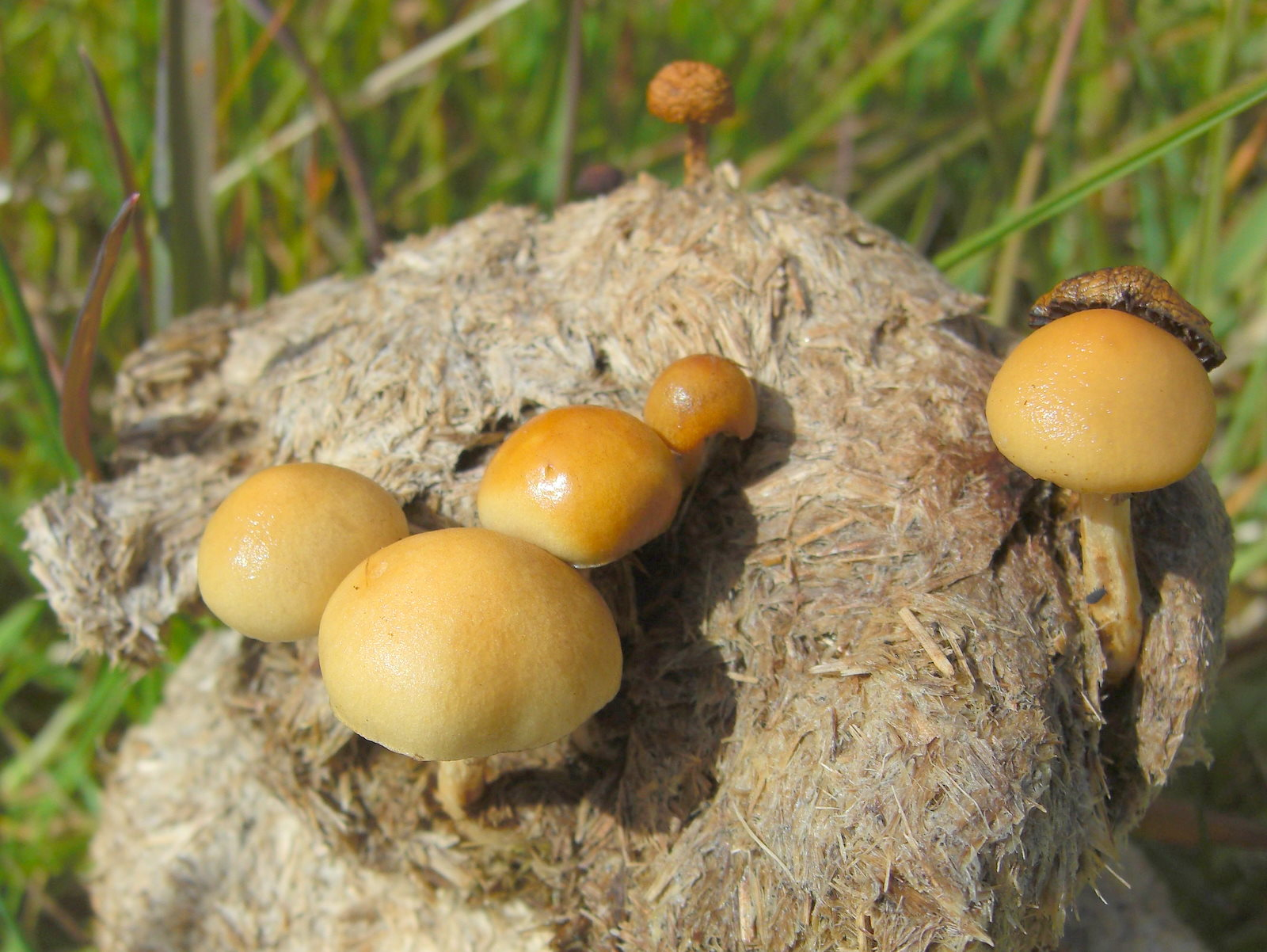
Stropharia semiglobata

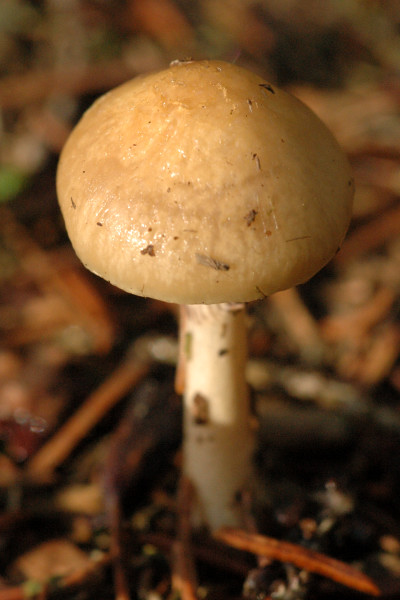
Psilocybe coprophila

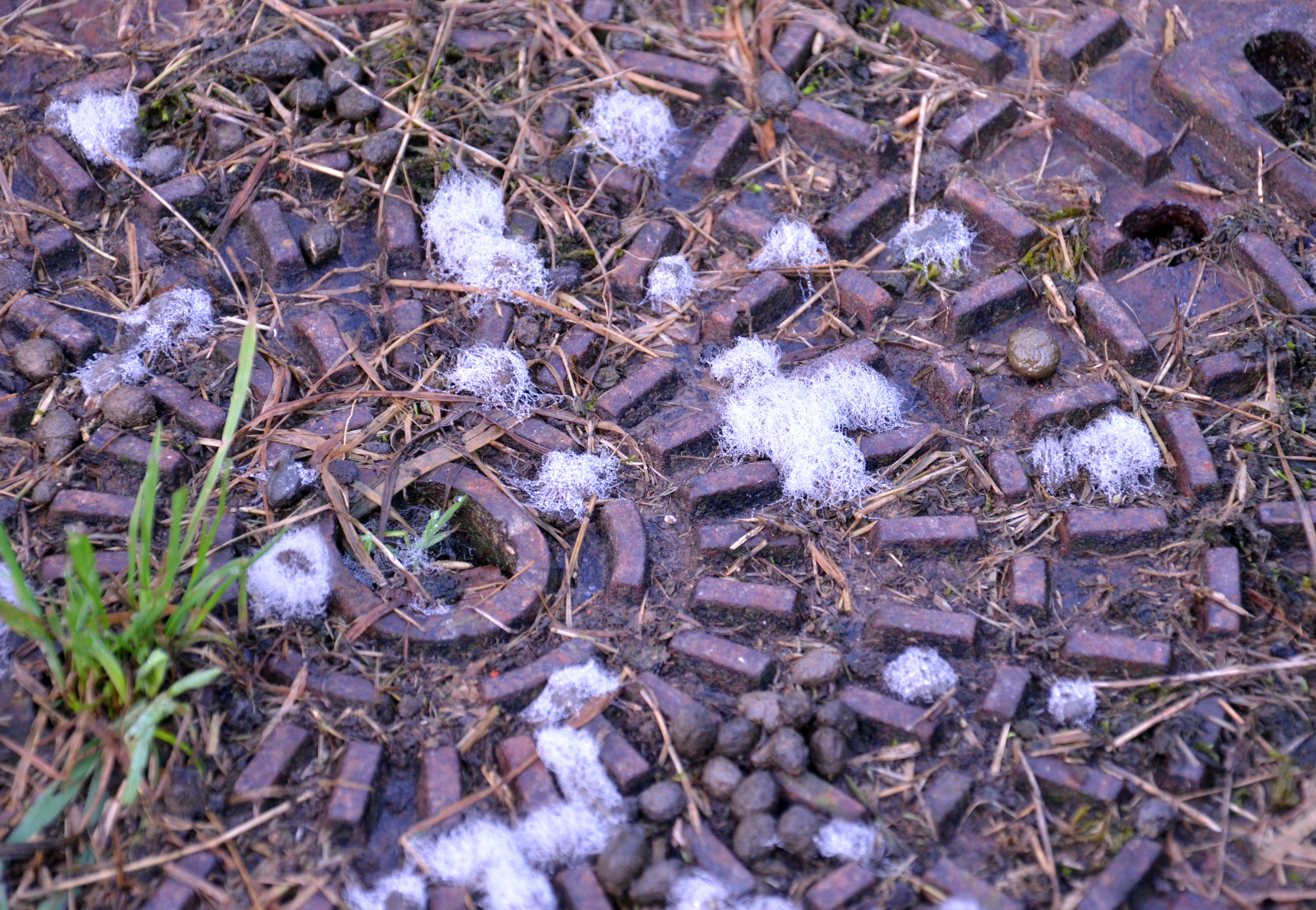
Microchampignon sur excréments de lapin

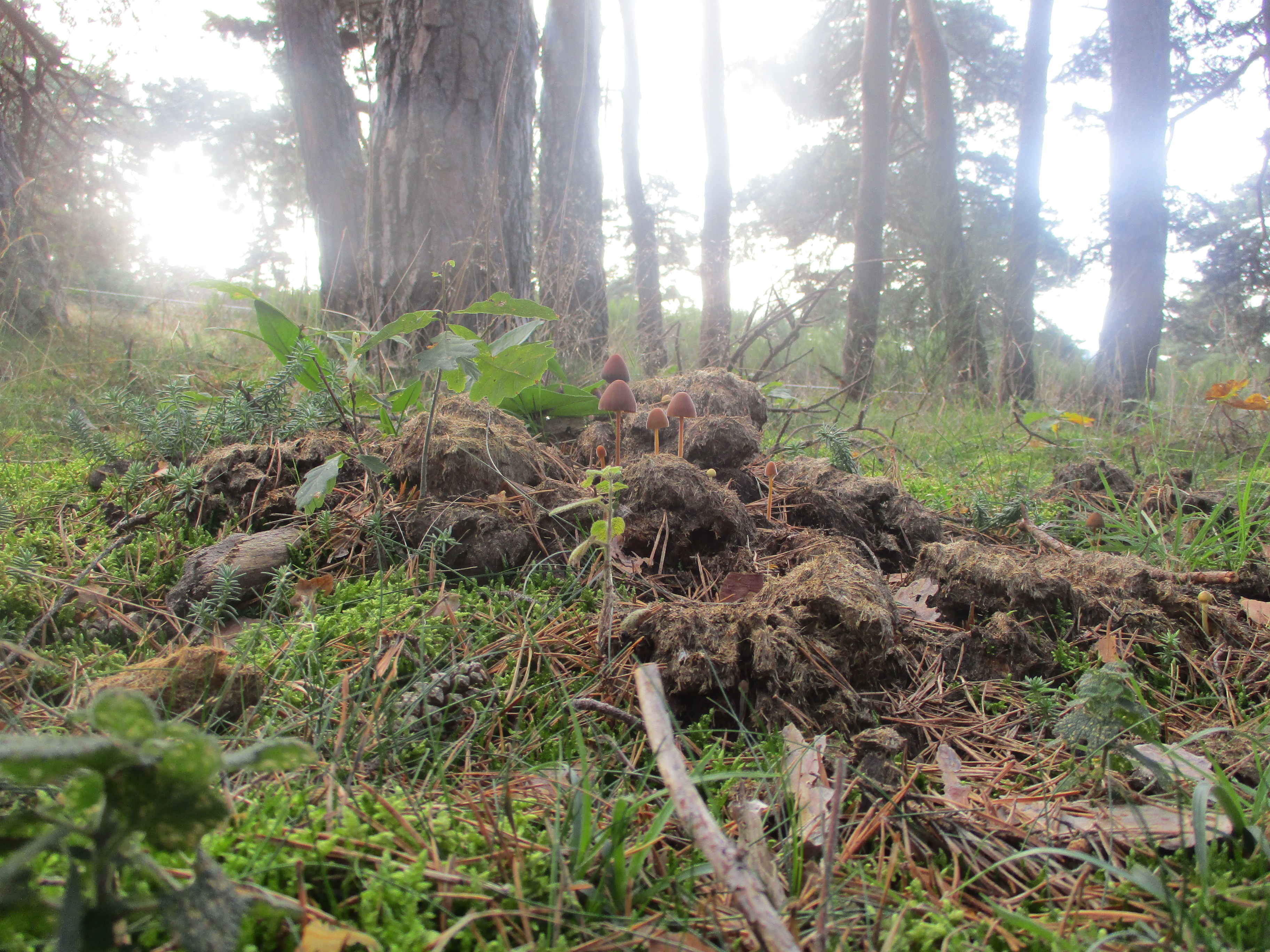
Conocybe pubescens sur crottin de cheval

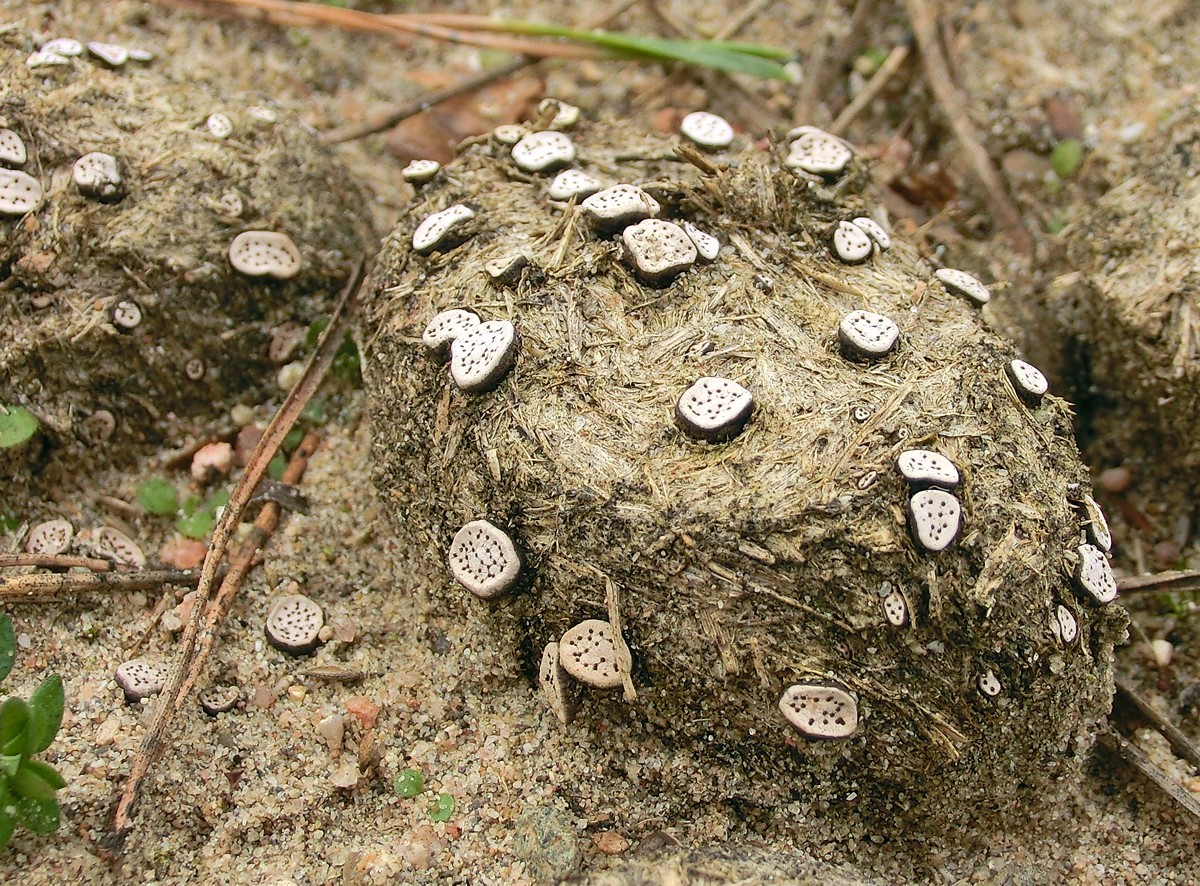
Poronia erici sur des crottins d'ânes

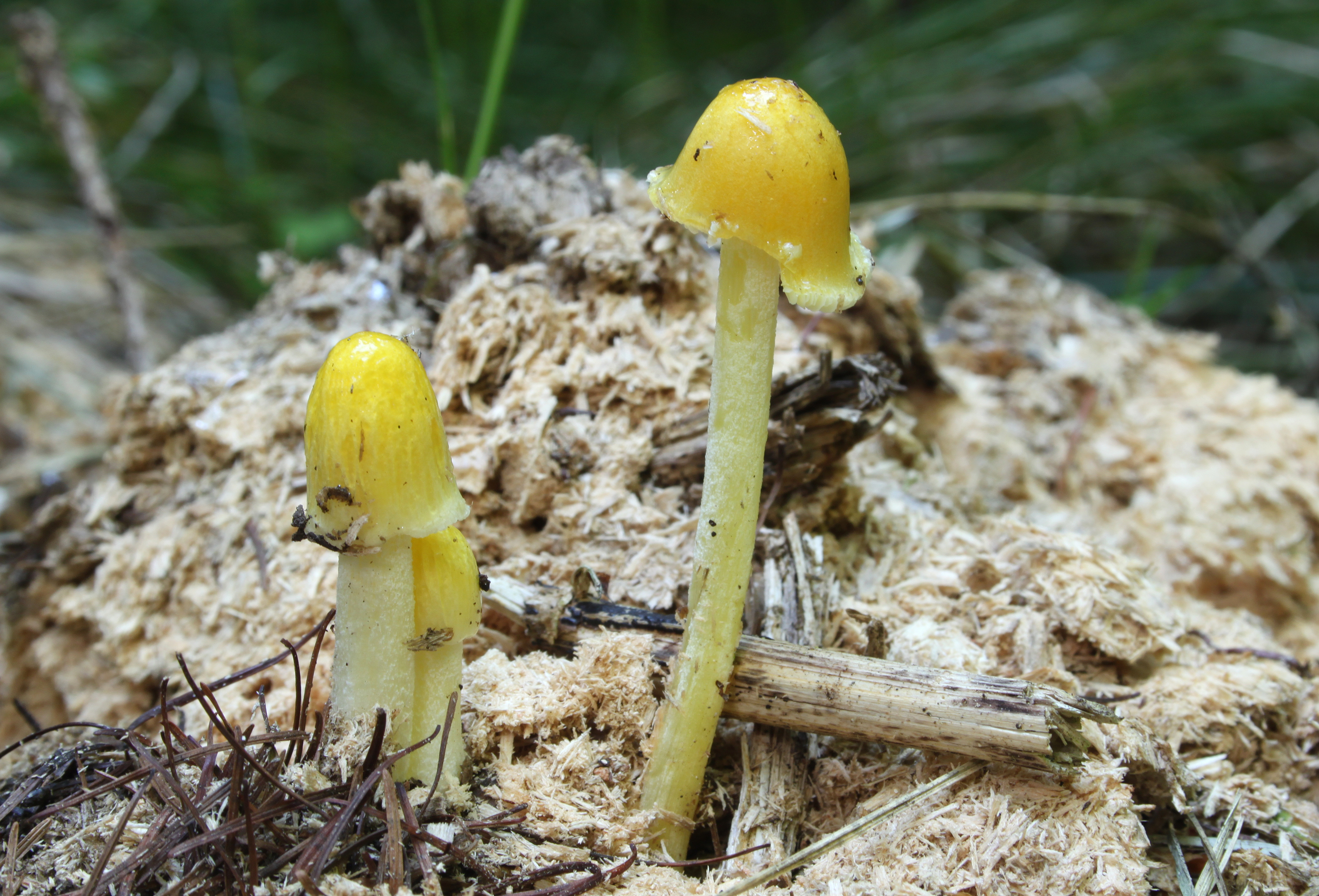
Bolbitius titubans

En contribuant à dégrader, éliminer et recycler les excréments de nombreux animaux, les champignons coprophiles jouent un rôle sanitaire important, et ils contribuent au cycle du carbone ainsi qu'à d'autres cycles biogéochimiques et in fine sont une des principales source d’éléments nutritifs pour les sols des pâturages. Ce rôle est très visible et important pour les excréments de grande taille (d'éléphant par exemple), mais il concerne tous les types d'excréments non-immergés.

## Habitats
Beaucoup de champignons coprophiles sont ubiquistes, mais souvent associés uniquement à des excréments de carnivores, ou pour d'autres uniquement à des excréments d’herbivores (avec des espèces différentes selon que l'excrément provienne d'un ruminant ou d'un lagomorphe). La connaissance de ces espèces est encore incomplète, mais quelques espèces semblent strictement inféodées à une seule espèce animale (ou genre ou famille).
Certaines espèces, tel Panaeolus sphinctrinus vivent sur des excréments mais aussi dans divers types de sol, du moment qu'ils soient riche en matière organique.
Certaines de ces espèces (telles que Conocybe rickenii) peuvent être trouvés en grand nombre dans les zones où du fumier a été utilisé comme engrais, dans les champs ou dans les jardins.
D'autres sont commensaux et strictement associé à une espèce ou une famille d'espèces, c'est-à-dire ne vivent que dans les excréments d'une seule espèce ou d'un groupe d'espèces proches (ainsi, il semble que Panaeolus sphinctrinus et Coprinus radiatus ou Fimaria equina ne s'épanouissent que sur le crottin de cheval, qui était aussi utilisé pour faire croître les champignons de Paris. Ascobolus cervinus vit sur les excrément du cerf ; Coprotus aurorus sur ceux de bovin ; et Ascozonus cunicularis sur les excréments du lapin.
Certains champignons coprophiles sont également connus pour se développer sur des excréments d'animaux omnivores (ex : Chaetomium globisporum que l'on trouve par exemple sur des excréments de rats ou Ascodesmis porcina sur les excrément de porc) ou sur des excréments de carnivores (tel Ascobolus croslandii sur les excréments du chien ; ou Chaetomium rajasthanense trouvé sur ceux du tigre).
Il existe enfin au sein de l'hydromycoflore des champignons aquatiques coprophiles, étudiés par l'hydromycologie mais encore assez mal connus. Ainsi de 1995 à 1997 une étude polonaise a porté sur six plans d'eau différents : une analyse physicochimique de l'eau a été faite tous les trois mois et une fois par mois les champignons aquatiques ont été recherchés sur les excréments de différents oiseaux d'eau :  3 espèces d'oiseaux aquatiques phytophages (Oie cendrée, Ouette des Andes, Cygne muet), 4 espèces carnivores (Héron cendré, Cigogne blanche, Busard des roseaux et Cormoran) et 3 espèces d'oiseaux omnivores (Érismature à barbillons, Colvert et Mouette rieuse). Sur ces excréments échantillonnés dans les 6 plans d'eau, les chercheurs ont pu trouver 36 espèces différentes de champignons : trente d'entre elles étaient des oomycètes et six étaient des chytridiomycètes. La variété de ces champignons étaient la plus élevée sur les fientes d'Érismature à barbillons, de Colverts et de Cygnes muets, alors que les fientes d'Ouette des Andes, de Busard des roseaux et de Cormoran en portaient le moins. Certaines espèces de champignons se sont montrées ubiquistes (trouvées sur les fientes de tous les oiseaux retenus par l'étude) ; ce sont Achlya americana, Aphanomyces laevis, Dictyuchus monosporus, Pythium debaryanum, Pythium rostratum, Saprolegnia asterophora, Saprolegnia parasitica et Saprolegnia ferax. Une information connexes apportée par cette étude est que parmi ces 36 espèces, 11 sont connues comme étant des champignons également parasites ou nécrotrophes de poissons. À cette occasion Rhizophydium ampullaceum et Diasporangium jonesianum ont été détectés pour la première fois en Pologne.

## Distribution
On les trouve presque partout où vivent des animaux, des zones arctiques froides, semi-arides à arides, jusqu'au centre du Sahara (sur les excréments de chameau notamment), mais la distribution de la plupart des espèces est très liée à celle des herbivores et notamment des cervidés, bovins, ovins, caprins, chevaux, lièvres et lapins.

## Cycle de vie
Ces champignons relarguent leurs spores autour d'eux, dont sur la végétation qui les entoure. Certains passeront dans le tube digestif d'animaux et germeront après la défécation. Les excréments de divers animaux fournissent à de nombreuses espèces des bactéries, et à plusieurs espèces, genre et familles de champignons un environnement riche en matière azotée et en carbone. Ils ont été en partie stérilisés par les enzymes du système digestif de l'animal. Souvent plusieurs espèces de champignons coprophiles peuvent être présentes (ou se succéder,,) sur un même excrément.
Les fructifications de ces champignons se forment lors de la croissance (généralement rapide) du champignon sur des excréments d'animaux. Les mycologues savent depuis les années 1920 au moins que - bien que dépourvus de chlorophylle - de nombreux champignons coprophiles (Basidiomycetes notamment) sont très sensibles à la lumière, leurs sporanges ou conidies n'apparaissant par exemple que quand ils sont exposés à la lumière où à certaines longueurs d'onde lumineuses. Quelques espèces se développent dans le noir (tel le champignon de Paris cultivé en caves) mais d'autres nécessitent au moins une brève exposition à la lumière, qui suffit pour enclencher la production de sporophores). Certains de ces champignons semblent particulièrement sensible à la lumière ultra-violette qui en quantité similaire à ce qu'elle est dans l'environnement ne les tue pas mais qui modifie la production de spore et l'apparence des colonies.
La dissémination des propagules se fait en partie par zoochorie, via le tube digestif des animaux. Les spores ingérées avec la nourriture sont protégées par une épaisse paroi. Cette dernière résiste assez à l'abrasion, aux acides et aux enzymes digestifs pour que la spore soit encore vivante en fin de digestion et prête à germer. Présente dans l’excrément, elle germera alors dans et sur les excréments exposés à l'air. Les spores sont si robustes que les échantillons d'excréments peuvent être séchés puis réhydratés, sans nuire au pouvoir germinatif de ces spores qui produiront des fructifications après quelques semaines.
Chez certaines espèces coprophiles, pour que leurs gènes soient correctement disséminés, le champignon a développé au cours de l'évolution des moyens originaux d'expulsion de ses spores à une relativement grande distance.  Un exemple remarquable de tel procédé est présent dans le genre Pilobolus : dans ses fructifications en développement s'accumule un liquide sous pression. Sous l'effet de la pression croissante, la partie terminale de la tige portant la spore se rompt, l'expulsant jusqu'à deux mètres de distance et à une vitesse très inhabituelle dans le monde vivant.

## Interactions des champignons coprophiles entre eux
De telles interactions ont été clairement constatées,. Elles pourraient parfois être symbiotiques (Par exemple, il a été constaté que les crottes de lapin sont plutôt colonisées par certaines espèces que d'autres, avec comme ordre d'efficacité : C. bostrychodes> S. macrospora> A. viridulus, mais une colonisation par plusieurs espèces rend la décomposition plus complète (Autrement dit : que la ressource est alors plus complètement exploitée par les champignons).
Inversement de nombreuses autres interactions semblent de nature a priori compétitives, entre les hyphes d'espèces différentes ont été démontrées in vitro et semblent fréquentes in vivo dans la nature. Elles peuvent contribuer aux antagonismes constatés entre certaines espèces de champignons coprophiles,,

## Interactions entre champignons coprophiles et insectes coprophages
Il a aussi été expérimentalement démontré que la présence de certaines larves d'insectes coprophages réduisait fortement le nombre d'espèces de champignons coprophiles sur l’excrément considéré,. La présence sur des crottes de lapins de larves coprophages du diptère Lycoriella mali (Sciaridae) ne semble toutefois pas affecter la croissance de champignons spécialisés, ni l'efficacité de la dégradation de l'excrément, ni la proportion de spores produits par les champignons. Il semble plausible que certains insectes coprophages puissent également véhiculer des spores d'un excréments à l'autre.

## Utilisations scientifiques

### Indices paléoenvironnementaux
Les spores de ces champignons sont bien conservées dans certains milieux (tourbe, sédiment, intestin de Mammouth congelé dans le permafrost), ce qui en fait de bonnes indicatrices de présence passée (ou actuelle) de troupeaux d'herbivores. Ces spores sont donc recherchées parmi les microfossiles « non-polliniques » lors des études de paléogéographie, paléoclimatologie, Paléoécologie,,,,  pour dater l’extinction de la mégafaune en Europe au quaternaire, ou pour des études historiques du pastoralisme, dont par exemple dans les Pyrénées,

### Intérêts techniques et industriels
le secteur des biotechnologies et celui de la Chimie pharmaceutique s'intéressent aux enzymes qu'ils produisent, notamment pour dégrader la lignine et la cellulose, car pouvant par exemple être utilisés pour la production de biocarburants ou d'agrocarburants, métabolites biologiquement actifs, ou de molécules fongicides,,, ou antibiotiques produites par certaines espèces pour éliminer leurs concurrentes,.

## les grands groupes de champignons coprophiles
On distingue souvent les 
- Ascomycota : 180 espèces strictement coprophiles[69] environ strictement coprophiles, dont 
  - « Discomycètes » (appellation désuète mais encore utilisée par commodité), avec à titre d'exemple pour l'Europe de l'ouest : Ascobolus (52 espèces), Ascodesmis (6 espèces), Ascophanus (20 espèces), Ascozonus (4 espèces), Cheilymenia (= Coprobia) (42 espèces), Coprotus (19 espèces), Peziza (5 espèces coprophiles), Fimaria (= Pseudombrophila) (28 espèces), Saccobolus (26 espèces), Thelebolus (= Ryparobius) (7 espèces).
  - « Pyrénomycètes » (appellation désuète mais encore utilisée par commodité) dont à titre d'exemple pour l'Europe de l'ouest :  Arachniotus (1 espèce), Arnium (11 espèces), Bombardioidea (4 espèces), Chaetomium (81 espèces), Coniochaeta (35 espèces), Delitschia (46 espèces), Hypocopra (30 espèces), Podospora (78 espèces), Sordaria (10 espèces), Sporormiella (70 espèces). (2)
- Basidiomycota : 80 espèces environ, strictement coprophiles ; Conocybe (10 espèces), Coprinus (30 espèces), Panaeolus (6 espèces), Psathyrella (4 espèces), Psilocybe (8 espèces), Stropharia (2 espèces).
- Zygomycota : 20 espèces environ, strictement coprophiles : Absidia (2 espèces), Pilobolus (3 espèces).
- Autres : Bien que n'étant pas inféodés aux excréments, des Fungi imperfecti[70] et Myxomycètes[71] peuvent aussi s'y développer.

## Dénomination et sémantique
De nombreuses espèces de champignons (ex : Coprin) portent un nom commun qui les associe aux excréments via une racine grecque ou latine, avec par exemple :  
- copr. (gr.) ; kopros = fiente ;
- scat. (gr.) ; skatos = excrément ;
- fim. (lat.) ; fimus = fumier ;
- merd. (lat.) ; merda = merde ;
- sterc. (lat.) ; stercus = fumier.

C'est le cas aussi pour les noms de genre scientifique : Coprinus, (Coprobia), Coprobolus, Copromyces, Copromyxa, Coprotinia, Coprotus, Fimaria, Fimetariella, Hypocopra.
C'est également le cas pour des noms d'espèces.
Certains noms scientifique associent en outre le nom d'espèce d'un champignon à celui de l'animal qui produit l'excrément sur lequel grandira le champignon, avec par exemple Peziza bovina (pour les bovins) Delitschia canina (pour les chiens), Schizothecium cervinus (pour le cerf), Fimaria equina (pour le cheval), Ascodesmis porcina pour le  porc, Sordaria humana pour l'être humain.

## État des populations, pressions et réponses
Les champignons sont en régression sur une grande partie de leur aire naturelle et potentielle de répartition, en raison notamment des traitements phytosanitaires fongicides, mais aussi de certains traitements vétérinaires

## Quelques exemples
Seules quelques espèces de champignons coprophiles produisent des fructifications macroscopiques, en particulier dans les genres Coprinopsis, Panaeolus et Deconica, avec parmi les espèces connues :
- Bolbitius vitellinus[74]
- Bommerella trigonospora[75]
- Conocybe pubescens[74]
- Conocybe rickenii[76]
- Coprinellus niveus[76]
- Coprinopsis acuminata
- Coprinopsis cinerea
- Coprinopsis narcotica[76]
- Coprinopsis patouillardii[76]
- Coprinopsis radiata[77]
- Crucibulum laeve[78]
- Cyathus stercoreus[78]
- Deconica coprophila[79]
- Deconica merdaria[79]
- Panaeolus papilionaceus[77]
- Panaeolus semiovatus[77]
- Protostropharia[79] (all species)
- Psilocybe cubensis
- Psilocybe coprophila